# Use Once and Destroy
Use once and destroy es el primer álbum de la banda de hardcore de Nueva Orleans Superjoint Ritual. Fue grabada en el estudio del cantante de Pantera Phil Anselmo en Luisiana. La guitarra y el bajo estuvieron en manos de éste y de Jimmy Bower de Eyehategod, y a la batería estuvo Joe Fazzio. También intervino Hank Williams III. Phil Anselmo también es el cantante, que no quería tocar la guitarra en la misma grabación porque quería resaltar la voz.

## Canciones
1. "Oblivious Maximus" – 2:33
2. "It Takes No Guts" – 2:06
3. "Everyone Hates Everyone" – 3:49
4. "The Introvert" – 3:46
5. "The Alcoholik" – 2:30
6. "Fuck Your Enemy" – 1:40
7. "4 Songs" – 6:18
8. "Messages" – 2:01
9. "All Of Our Lives Will Get Tried" – 3:21
10. "Antifaith" – 2:14
11. "Ozena" – 3:56
12. "Drug Your Love" – 2:51
13. "Haunted Hated" – 2:40
14. "Stupid, Stupid Man" – 2:33
15. "Creepy Crawl" – 1:54
16. "Superjoint Ritual" – 6:34

- Demos adicionales que venían con las primeras 10 000 copias:

1. "Starvation Trip" – 1:23
2. "Little H" – 2:06

## Miembros
- Phil Anselmo - Voz, guitarra, bajo
- Jimmy Bower - Guitarra
- Joe Fazzio - Batería

- Datos: Q1759435